# Uragiri
Uragiri : La trahison connaît mon nom (裏切りは僕の名前を知っている, Uragiri wa boku no namae o shitteiru) est un manga de Hotaru Odagiri. Il est prépublié de fin septembre 2005 à fin avril 2017 dans le magazine Monthly Asuka édité par Kadokawa Shoten. Le treizième tome sort le 24 mai 2017 au Japon et clos prématurément la série.
La version française est éditée par Pika Édition en livre broché et en numérique. Le dernier tome est sorti le 13 décembre 2017.
Une adaptation en série télévisée d'animation produite par le studio J.C. Staff a été diffusée entre avril et septembre 2010 sur Chiba TV.

## Synopsis
Yûki Sakurai est un jeune homme possédant un étrange pouvoir : il est capable de ressentir les émotions des personnes qu'il touche. À cause de ce don, il est plutôt solitaire. Abandonné à la naissance, il a grandi dans un orphelinat et ne connait rien de sa vraie famille. Alors qu'il perd peu à peu le contrôle de son don, sa vie bascule totalement lorsque plusieurs inconnus disant le connaitre font leur apparition. Tout d'abord un homme extrêmement beau et mystérieux au regard envoûtant lui dit être là pour le protéger, puis un homme prétendant être son frère le somme de venir avec lui et de rejoindre le Clan Giô. De plus, deux autres personnes qui semblent aussi le connaître ne cessent de le suivre.

## Personnages

### Membres du clan Giô
Yuki Sakurai (桜井(祗王)夕月, Sakurai (Giō) Yuki)
Bébé, il a été abandonné devant un orphelinat où il y grandi. Il a un seul véritable ami, Kanata Wakamiya, Yuki l'aime comme son grand-frère et lui, comme son petit frère. Yuki a un don, celui de ressentir la douleur des autres en les touchant. Cela fait de lui quelqu'un de très solitaire envers les personnes normales. Son monde bascule lorsqu'il rencontre plusieurs personnes dont Tôko et Tsukumo qui semblent le connaître. Ensuite il fait la connaissance d'un jeune homme extrêmement beau et mystérieux qu'il semble avoir déjà vue mais il ne se rappelle pas où. Ce dernier est "Zess" ou Ruka. Il lui promet de ne jamais le trahir et qu'il est là pour le protéger [Yuki a oublié son passé il ne se souvient pas qui était Ruka pour lui. Même si quelques souvenirs lui reviennent, il ne se  souviens pas quel était leur relation. Seulement, Ruka est encore fou de Yuki et tout le monde le sais, sauf Yuki]. Il rencontre aussi Takashiro qui se déclare comme étant son demi-frère. Il le somme alors de venir avec lui parmi le clan Giô. Mais Yuki hésite car l'orphelinat est sa famille. Seulement, après s'être fait attaquer par des Duras (démons), il décide d'accepter de partir à Tokyo avec Takashiro pour apprendre à contrôler ses pouvoirs et rejoindre Tsukumo et Tôko qui font également partie du clan Giô. Il apprend aussi qu'il a déjà vécu avant en tant que Zweilt (les Zweilt chassent les Duras et les autres Démons, leur plus grand ennemi est Giô Reiga) et qu'en plus de cela, lors de ses précédentes vies, Yuki était une fille. (Elle est donc morte et s'est réincarnée en garçon). On le surnomme "la Lumière Divine".
Ruka Crosszeria (ルカ＝クロスゼリア, Ruka Kurosuzeria)
Alias Zess (ゼス, Zesu) (nom de code), il est un Duras de classe supérieure, un Opast. Il est extrêmement beau, il a les yeux argentés, la peau très blanche et les cheveux noirs. Ruka était un Démon qui tuait tout sur son passage sur ordre de son maître. Mais un jour, il rencontra une jeune fille, Yuki Giô (qui était alors une fille), dont il tomba amoureux. Il décida d'en faire son nouveau maître et de la suivre plutôt que de continuer ainsi. Yuki et lui étaient amoureux l'un de l'autre. Ruka est un Duras descendant du Roi des Démons son sang est maudit mais il a de grands pouvoirs (il a sur son bras gauche les "Bloody Cross". Ce sont deux "X" rouge montrant sont appartenance aux Brand Zess, les frères pêcheurs. C'est une marque montrant la trahison de ses ancêtres). Il a un familier qui s'appelle Sodom mais qui est en réalité un grand dragon nommé Salamander. Il a encore un frère jumeaux, Luzé (mais il est son ennemi). Il a de bons rapports avec les autres Zweilts. Il ne se bat que pour protéger Yuki et ne dévoile pas sa relation qu'il avait avec Yuki lorsque celui-ci était une fille. Son arme est une épée.
Kanata Wakamiya (若宮奏多, Wakamiya Kanata)
Ami d'enfance de Yuki, ils ont vécu dans le même orphelinat. Il cache un terrible secret. Nos deux amis sont en réalité deux ennemis. Kanata est la réincarnation de Reiga Giô, un nécromancien. Kanata aime Yuki comme un frère, grâce à lui il a commencé à croire en l'homme mais tout changea lorsque Yuki rejoint le clan Giô.
Takashiro Giô (祇王 天白, Giou Takashiro)
Il est le maître du clan Giô, son seul but c'est de mettre fin à la bataille entre les Zweilts et les Duras qui dure depuis plus de mille ans. Il est resté en vie tout ce temps car son corps renferme un Duras. Celui-ci lui permet de se régénérer et de ne jamais rien oublier. Il a moins de pouvoirs que Reiga, il ne peut donc pas le battre comme le déclare Reiga, sur qui il exerce sa vengeance pour avoir tué tout le clan et tué Yomi dont il était amoureux. Il a le pouvoir de réincarner les Zweilts. Il est le père biologique de Yuki.(cependant, il n'a jamais été dit qu'il était son père biologique. C'est une supposition)
Reiga Giô
Un grand nécromancien, il faisait partie du clan Giô avec Takashiro mais était traité comme un monstre pour être né d'un duras et d'un humain, ne pouvant plus supporter cela et considérant la race humaine comme inférieure, il tua tout son clan en une nuit en invoquant des Duras, laissant pour seul survivant Takashiro (c'est la version de celui-ci). depuis ils ne cessent de se battre entre eux. Cependant, la version de Reiga sur cette nuit est différente. Il aurait perdu la raison, lorsqu'il a vu les "anciens" devant le corps de Yomi, qui était alors enceinte de Takashiro.
Tsukumo Murasame (叢雨九十九, Murasame Tsukumo)
C'est un Zweilt surnommé "L'oreille Divine". Il est le frère de Tôko et son partenaire. Il fait aussi partie du clan Giô. Il se sert d'armes à feu pour tuer les Duras. Il est très calme et très gourmand. Son arme est un pistolet nommé Knell.
Tôko Murasame (叢雨十瑚, Murasame Tōko)
C'est une Zweilt et elle est la sœur et la partenaire de Tsukumo. Elle est très chaleureuse et se sent souvent coupable envers Yuki à cause de tous les mensonges que Takashiro dit à Yuki. Elle souhaite de tout son cœur voir Ruka et Yuki heureux ensemble. Son arme est une épée nommé Aeon.
Sûsei Usui (碓氷愁生, Usui Shūsei)
Zweilt surnommé "L'œil divin", il est le partenaire de Hotsuma. Grâce à ses yeux il peut tout voir et interroger une boule de cristal ou un objet appartenant à la victime. Il est posé, calme et assez secret, il a des brûlures sur le corps, brûlures faites lorsqu'il a sauvé Hotsuma des flammes alors qu'il tentait de se suicider. Ses armes sont deux épées courtes.
Hotsuma Renjô (蓮城焔椎真, Renjou Hotsuma)
Zweilt surnommé "La voix Divine", il est le partenaire de Shûsei. Sa voix lui permet de brûler l'ennemi jusqu'à la mort. Il est turbulent et a un fort caractère. Il considère Shûsei comme sa raison de vivre. Son arme est une épée nommée Master Stroke.
Kuroto Horai (蓬莱 黒刀, Hourai Kuroto)
C'est un zweilt au premier abord arrogant et solitaire. Il a en effet perdu son partenaire lors d'une précédente guerre, tué par Cadenza. Il a reformé un duo avec Senshiro après avoir été accueilli par sa famille. Kuroto est surnommé le Véloce, il peut se déplacer beaucoup plus rapidement qu'un humain normal. Il se bat avec un katana noir.
Senshiro Furuori (降織 千紫郎, Furuori Senshirou)
C'est un Zweilt mais il n'est pas vraiment un membre du clan Giô. Il a réussi à gagner la confiance de Kuroto et à devenir son partenaire. Il étudie l'art. Son pouvoir consiste à utiliser un pinceau pour emprisonner ses ennemis avec les mots qu'il forme. Il se bat au corps à corps avec une faux.
Sairi Shinmei
Sairi est un zweilt, qui, comme Senshiro, fait équipe depuis peu avec Ria (elle a perdu son frère et partenaire lors de la précédente guère). Il drague n'importe quelle femme qu'il croise et faisait partie du monde du show biz, il était un acteur à la mode.
Ria Otona
Ria est une zweilt très extravertie et enjouée. Elle a perdu son partenaire lors de la précédente guère. Elle est proche de Tôko et sont complètement gagas lorsqu'elles se voient. Avant de se tourner officiellement vers le clan Giô, elle était idole. Ses armes sont deux éventails tranchants.
Yomi Giô
C'était l'amie de Takashiro et de Reiga. C'était une femme douce et sage et elle essayait constamment de soutenir Reiga tout en maintenant le lien d'amitié qui l'unissait à Takashiro. Il semblerait que Reiga était amoureux d'elle mais qu'elle s'était tournée vers Takashiro. Elle est morte lors de la "révolte" de Reiga.
Dans la version de Reiga, l'enfant qu'elle portait n'était vraisemblablement pas humain. Les "anciens" du clan, auraient alors voulut tuer l'enfant avant qu'il naisse. C'est alors à ce moment que Reiga arriva et perdit la raison.

### Proches du clan Giô
Tachibana Giô (祇王 橘, Giou Tachibana)
C'est le gérant du Château du Crépuscule. Il est attentionné envers les Zweilts et peut se montrer très inquiet lorsqu'il les sait en combat. Il aime bien taquiner les habitants du Château, surtout Hotsuma et Ruka. Il a une collection impressionnante de chapeaux plus bizarre les un que les autres.
Aya Kureha (呉羽 綾, Kureha Aya)
Elle dit elle-même qu'elle s'occupe de tout dans le château. C'est la sœur du majordome de Takashiro.
Isuzu Fujiwara (藤原 彌涼, Fujiwara Isuzu)
C'est le docteur personnel du clan Giô. Il passe son temps à faire des recherches sur les duras jusqu'à ressembler à un zombie. Il est obnubilé par Ruka, et souhaite tout le temps l'examiner, tout comme Sodom. Il ne se retient pas de faire des doubles sens graveleux envers Ruka.
Tôma Kasumi
C'est le cuisinier du clan Giô.
Souvent, Tachibana, Isuzu et même les zweilt, aimé le taquiner et le faire pleurer.
Ibuki Shikibe (式部 為吹, Shikibe Ibuki)
C'est la secrétaire de Takashiro, mais aussi la sœur aînée de Tsubaki et de Mizuki, ce qui fait d'elle la tante de Yuki.
Tsubaki Shikibe (式部 椿姫, Shikibe Tsubaki)
C'est la petite sœur de Mizuki et Ibuki, ce qui fait d'elle la deuxième tante de Yuki (elle est d'ailleurs très démonstrative avec lui). Elle a vécu avec Kuroto et Senshiro et était d'ailleurs fiancée à ce dernier. Il est dit qu'elle déteste les hommes mais elle entraîne pourtant un jeune nécromancien.
Fuyutoki Kureha (呉羽 冬解, Kureha Fuyutoki)
C'est le majordome employé à la résidence principale du clan Giô. C'est le frère aîné d'Aya. Il est très proche de Takashiro et semble nourrir des sentiments très forts à son égard. Il a toute la confiance de son maître, ce qui fait qu'il est le seul à connaître le mal qui le ronge.
Masamune Shinmei (神命 正宗, Shinmei Masamune)
C'est un apprenti nécromancien s'entraînant comme gardien à la résidence principale, sous la surveillance de Tsubaki. Il aimerait participer activement à la guerre, mais il n'est pas encore prêt. C'est également le cousin de Sairi.
Mizuki Shikibe
C'est la mère de Yuki. Tsubaki lui révèle que si elle l'a laissé à l'orphelinat c'était pour le préserver et qu'elle l'aimait énormément. Elle n'a jamais révélé l'identité du père de Yuki qui n'est qu'autre que Takashiro et on ne sait pas ce qu'elle est devenue.
La réalité est que, la mère de la "Lumière Divine" offre sa vie à la naissance de celle-ci. Et que c'est Takashiro qui a laissé Yuki à l'orphelinat, pour une raison inconnue.

## Manga
La série écrite et dessinée par Hotaru Odagiri est publiée dans le magazine Monthly Asuka depuis le 24 septembre 2005, et le premier volume relié est publié en juillet 2006 par Kadokawa Shoten. La version française est éditée par Pika Édition.

## Anime
L'adaptation en série télévisée d'animation a été annoncé en août 2009 dans le magazine Monthly Asuka. La série a été diffusée du 11 avril au 19 septembre 2010 sur Chiba TV. Hors du Japon, elle est diffusée en streaming sur Crunchyroll,et peut  t être trouver sur d autre site.

### Doublage
| Personnages      | Voix japonaises  |
| ---------------- | ---------------- |
| Yuki Sakurai     | Sōichirō Hoshi   |
| Ruka Crosszeria  | Takahiro Sakurai |
| Kanata Wakamiya  | Akira Ishida     |
| Takashiro Giô    | Takehito Koyasu  |
| Tsukumo Murasame | Jun Fukuyama     |
| Tôko Murasame    | Marina Inoue     |
| Hotsuma Renjô    | Daisuke Ono      |
| Shûsei Usui      | Mamoru Miyano    |
| Kuroto Hôrai     | Hiroshi Kamiya   |
| Senshirô Furuori | Satoshi Hino     |
| Tachibana Giô    | Shinichiro Miki  |
| Isuzu Fujiwara   | Ken Narita       |
| Ibuki Shikibe    | Yuri Amano       |
| Tsubaki Shikibe  | Hôko Kuwashima   |
| Fuyutoki Kureha  | Kenji Hamada     |
| Aya Kureha       | Sayuri Yahagi    |
| Katsumi Tôma     | Nobuhiko Okamoto |
| Masamune Shinmei | Shintarō Asanuma |

## Produits dérivés
Plusieurs drama CD sont également sortis au Japon,,.